# جاك دمبسي

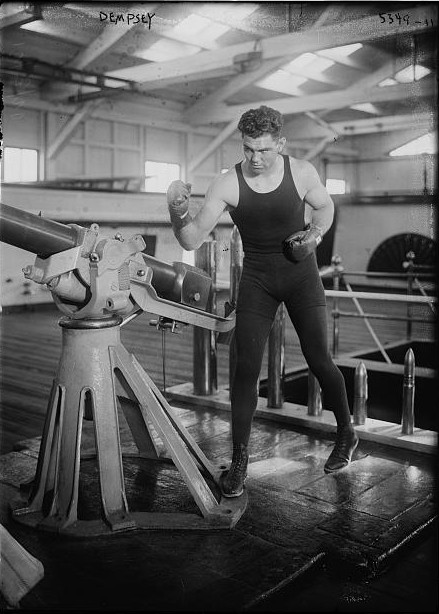
جاك دمبسي

جاك دمبسي (بالإنجليزية: Jack Dempsey) 24 يونيو 1895 في كولورادو - 31 مايو 1983 في نيويورك سيتي. كان ملاكماً أمريكياً.

## حياته
ولد وليم هارسون دمبسي وهو اسمه بالكامل في مناسا بكولورادو في الولايات المتحدة الأمريكية. واكتسب دمبسي لقب هراس مناسا. كما تناول بالتفصيل مهنته في الملاكمة في سيرته الذاتية التي عنوانها دمبسي عام 1977، كان من أكثر ملاكمي الوزن الثقيل شعبية على مَرِّ العصور. هزم جيس ويلارد عام 1919 فحاز لقب البطولة. وفقد دمبسي اللقب عام 1926 حيث انتزعه جين تني. وفي مباراتهما الثانية سنة 1927 حدث العد الطويل المشهور، إذ صرع دمبسي تني في الجولة السابعة. ولكن دمبسي لم يسرع في الذهاب فورًا إلى الزاوية الحرة، ولذا تأخر الحكم في العد على تني. ونهض تني عند عد الرقم 9 ولكن قدّر ذلك على أنه معادل للرقم 14. واستأنف تني اللعب ليكسب المباراة.

## روابط خارجية
- جاك دمبسي على موقع بوكس ريك (الإنجليزية) (registration required)
- جاك دمبسي على موقع قاعة كولورادو للمشاهير الرياضية (الإنجليزية)

- جاك دمبسي على موقع IMDb (الإنجليزية)
- جاك دمبسي على موقع الموسوعة البريطانية (الإنجليزية)
- جاك دمبسي على موقع مونزينجر (الألمانية)
- جاك دمبسي على موقع قاعدة بيانات برودواي على الإنترنت (الإنجليزية)
- جاك دمبسي على موقع قاعدة بيانات برودواي على الإنترنت (الإنجليزية)
- جاك دمبسي على موقع إن إن دي بي (الإنجليزية)
- جاك دمبسي على موقع قاعدة بيانات الفيلم (الإنجليزية)